# Бронево (Накельський повіт)
Бронево (пол. Broniewo) — село в Польщі, у гміні Садки Накельського повіту Куявсько-Поморського воєводства.
Населення — 236 осіб (2011).
У 1975-1998 роках село належало до Бидгощського воєводства.

## Демографія
Демографічна структура станом на 31 березня 2011 року:
|          | Загалом | Допрацездатний вік | Працездатний вік | Постпрацездатний вік |
| -------- | ------- | ------------------ | ---------------- | -------------------- |
| Чоловіки | 118     | 27                 | 81               | 10                   |
| Жінки    | 118     | 20                 | 72               | 26                   |
| Разом    | 236     | 47                 | 153              | 36                   |